# Me voy a ir
«Me voy a ir» es una canción de la banda multicultural de México Jenny and the Mexicats, incluida para su álbum debut de estudio del mismo nombre. Fue lanzada a mediados del mes de marzo del año 2013 como el sencillo debut de dicho álbum por su discográfica independiente Mexicats Records.

## Vídeo musical
El videoclip fue dirigido por Pepe Vazquez, y se muestra a la agrupación estando en un tipo de montaje concierto con luces de fondo y animaciones.

## Lista de canciones

### Descarga digital
| Me voy a ir — Single |               |          |  |
| N.º                  | Título        | Duración |  |
| 1.                   | «Me voy a ir» | 3:21     |  |